# Torbido
A Torbido (korábbi nevei Sagra, Proteriate, Turbolo) egy rövid olaszországi folyó. A Calabriai-Appenninekben ered a Monte della Torre (888 m) lejtőin. Átszeli Reggio Calabria megyét, majd Gioiosa Ionica mellett a Jón-tengerbe torkollik. Fő mellékfolyói a Chiara, Levadio és Nebla.